# Linksemsische Kanalgenossenschaft

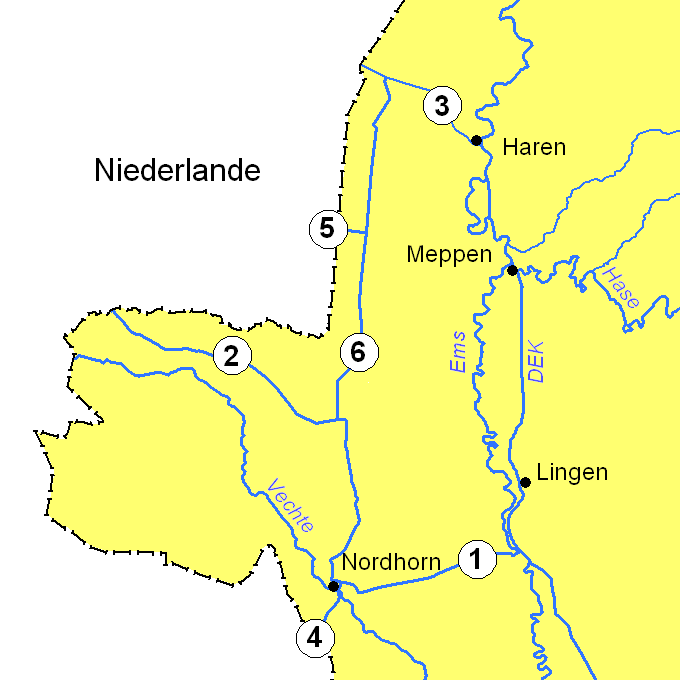
Das linksemsische Kanalnetz

Die Linksemsische Kanalgenossenschaft wurde 1884 zur Unterhaltung des Linksemsischen Kanalnetzes (LEK) gegründet. Sie war ein freiwilliger Zusammenschluss von Städten, Gemeinden und einigen Privatbetrieben, mit Sitz in Meppen. Da die Schifffahrtsabgaben nicht die laufenden Ausgaben deckten, waren erhebliche Zuschüsse seitens des Staates notwendig. Das LEK besteht aus 7 Kanälen mit über 100 Brücken und 20 Schleusen zwischen der Ems und der niederländischen Grenze. Bis 1965 diente es der lokalen Schifffahrt und wurde danach zur Entwässerung weiter betrieben.  Lediglich der Haren-Rütenbrock-Kanal blieb über den gesamten Zeitraum schiffbar. Durch die Initiative des Nordhorner Vereines „Graf-SHIP“ ist allerdings auch der Ems-Vechte-Kanal inzwischen wieder für die Freizeitschifffahrt benutzbar. Ende 2006 wurde die Genossenschaft aufgelöst und sämtliche Rechte und Pflichten, sowie das Restvermögen gingen an den Niedersächsischen Landesbetrieb für Wasserwirtschaft, Küsten- und Naturschutz über.